# Arnøya
Arnøya (kvensk: Aartnansaari, nordsamisk: Árdni ) er en ø i Skjervøy kommune i Troms og Finnmark fylke i Norge. Øen ligger nord for Kågen og vest for Laukøya. Arnøya er Norges 15. største ø, med færgeforbindelse fra Lauksundskaret på Arnøya til Nikkeby på Laukøya og Storstein på Kågen. Øens højeste punkt er Arnøyhøgda i øst (1.170 m.o.h.). Trolltind (850 m.o.h.) er et populært udflugtsmål.

## Geografi
Øens beboelse er hovedsagelig fordelt på fire steder: Lauksletta, Arnøyhamn, Akkarvik og Årviksand. Mindre beboede steder er Singla, Haugnes og Langfjord. Flere mindre steder, hvor der tidligere var beboelse, er nu fraflyttet, såsom Elva, Storstein, Sandnes, Lillevika, Geitvika, Sotnes, Sør-Rekvika, Tobbevika, Pankekeila, Rotvåg og Nord-Rekvika.
Der er skole, børnehave og forretning i Arnøyhamn og Årviksand. Ved Arnøyhamn skole er der svømmebassin (12,5 meter). Arnøy kirke med kirkegård ligger i Arnøyhamn. Forsamlingshus findes i Arnøyhamn og Årviksand. Af større virksomheder kan nævnes Arnøy Laks på Lauksletta og Årvikbruket. Skaretfisk blev nedlagt i 2009.

## Arnøytragedien
28. august 1943 blev Jørghild Lovise Jørgensen fra Årviksand og partisanerne Ingolf Aspås og Volodyna Omsk dræbt af den tyske besættelsesmagt i hulen, hvor de skjulte sig, ved Rotvåg nordvest på Arnøy. De to mænd havde observeret den lokale skibstrafik og rapporteret med radiosender både til London og Moskva. Jørgensen havde bistået dem med mad og forsyninger. I august blev de angivet af lokale stikkere, og dræbt af tyskerne. Derefter blev et tyvetals personer fra Arnøy og fra Tromsø stillet for retten for at have hjulpet spionerne — eller for at have undladt at indrapportere dem til tyskerne. Deres børn blev sendt med et tysk krigsskib ind til Årviksand.
De arresterede blev ført til tyskernes lejr på Krøkebærsletta i Kroken (nu omdøbt til Krokdalen) udenfor Tromsø, hvor de blev grusomt behandlet. Hver gang de kom tilbage til lejren efter forhør i Gestapos hovedkvarter i Tromsø, var de synligt forslået. Gestapo kom også til lejren og pryglede Arnøy-fangerne, så deres råb kunne høres langt væk. Samtlige af de arresterede blev først dømt til døden, men syv blev undervejs benådet. 20. oktober 1943 blev otte af dem - syv fra Arnøy og en fra Tromsdalen - dømt til døden og skudt om morgenen 23. oktober. Flere var halvt ihjelslået, inden de blev dræbt. De blev begravet i en mose; efter krigen blev de gravet op igen og begravet på en kirkegård.
Købmand Øivind Larsen fra Tromsdalen blev skudt, selv om han ikke havde gjort andet end at levere nogle fødevarer til Arnøy; han blev advaret, men valgte ikke at flygte, af frygt for repressalier mod familien. Larsen blev skudt, og hans to brødre sad i lejren på Grini frem til freden i 1945. Den 18-årige Jondine Lorentsen blev idømt fem års fængsel, sendt til Tyskland og sat i et kvindefængsel, som hun klarede at flygte fra tidligt i 1945. Hun lykkedes også i at vende tilbage til Oslo på egen hånd. Først i 2015 fik Lorentsen regeringens mindemedalje på Mortensnes plejehjem i Tromsø.
Kjell Fjørtofts bog Dramaet på Arnøy fra 1981 beskriver tragedien. Der er opsat et mindesmærke for de tre dræbte partisaner midt i Årviksand.
- Akkarvik.
- Årviksand.
- Arnøyhamn.
- Langfjorden.

## Eksterne links
- Partisaner i Nordnorge

70°8′N 20°35′Ø / 70.133°N 20.583°Ø